# جيمس ويغين كو
جيمس ويغين كو (بالإنجليزية: James Wiggin Coe)‏ هو ضابط أمريكي، ولد في 13 يونيو 1909 في ريتشموند في الولايات المتحدة، وتوفي في 6 نوفمبر 1946.